# Баджер, Оскар Чарльз
Оскар Чарльз Баджер–второй (26 июня 1890 – 30 ноября 1958) — адмирал ВМС США, участник обеих мировых войн, удостоился медали Почёта за мужество проявленное в ходе оккупации Веракруса.

## Биография
Родился 26 июня 1890 года в г. Вашингтон, США . Его дед – коммодор Оскар Чарльз Баджер (1823–1899), отец контр-адмирал Чарльз Дж. Баджер (1853–1932), двоюродный брат министр ВМС Джордж Э. Баджер (1795–1866). Он получил назначение в Военно-морскую академию США от президента Теодора Рузвельта и окончил её в 1911 году.
В 1914 году в ходе службы энсином на борту линкора «Юта» USS Utah (BB-31) участвовал в оккупации Веракруса. Несколько тысяч американских солдат высадились на мексиканской территории с целью свергнуть генерала Викториано Уэрту, захватившего власть в Мексике. Пятьдесят пять из них за свои действия удостоились медали Почёта, среди них были семь командиров «батальона синих курток» с линкора. Заслуги Баджера были отмечены в записи как «За выдающееся поведение в битве, боях за Веракрус 21 и 22 апреля 1914 года, энсин Баджер оба дня сражался во главе роты, выдавался своим заметным поведением, ведя людей [в бой] с храбростью и умением»
В ходе Первой мировой войны Баджер служил на миноносце на Европейском театре. С августа по октябрь 1918 года он командовал эсминцем USS Worden (DD-16) и за свою выдающуюся службу в качестве командира был награждён военно-морским крестом.
После войны Баджер служил артиллерийским офицером на нескольких кораблях, затем в Главном управлении по вооружениям ВМС США. В 1939 году Баджер учился на старшем курсе Военно-морского колледжа.
В 1941 году капитан Баджер принял командование над броненосцем «Северная Каролина» а в 1942 году был повышен в звании до контр-адмирала, возглавил миноносцы Атлантического флота. Впоследствии занял пост помощника главы военно-морских операций по планированию снабжения.
В феврале 1944 года был назначен на пост главы отдела обслуживания эскадр южной части Тихого океана. В октябре принял командование над 7-м дивизионом линейных кораблей. Баджер стал первым офицером ВМС США, ступившим на землю Японии по завершении Второй мировой войны.
За службу в ходе Второй мировой войны адмирал Баджер четыре раза был награждён орденом «Легион Почёта» (два ордена с литерой «V»)
19 января 1948 года Баджер был повышен в звании до вице-адмирала и на следующий месяц стал командующим военно-морскими силами на Дальнем Востоке. На этом посту он стал свидетелем захвата материкового Китая силами коммунистов и надзирал над оставлением американскими силами портовых городов на китайском побережье. Затем Баджер был назначен командующим военно-морскими силами западного района Тихого океана, затем командовал 11-м военно-морским районом и силами Восточного морского пограничья.
19 июня 1951 года на слушаниях Конгресса по вопросу т.н. «потери Китая» вице-адмирал Баджер показал, что эмбарго на поставку вооружений Гоминьдану привело к его поражению от коммунистических китайских сил под руководством Мао Цзэдуна.
В июне 1952 года Баджер ушёл в отставку в звании адмирала. Был консультантом Sperry Corporation. С 1952 по 1953 год командовал гражданской обороной. После отставки проживал в Глен-коув, Лонг-айленд, штат Нью-Йорк. Работая в своём саду он перенёс сердечный приступ, от которого и умер 30 ноября 1958 года, был похоронен на Арлингтонском национальном кладбище в округе Арлингтон, Вашингтон.
Фрегат USS Badger (FF-1071) был официально назван в честь всей династии Баджеров, служивших в ВМС США но в ходе его спуска на воду в 1968 году, вдова Оскара Баджера Изабель Остин Баджер ставшая крёстной матерью корабля заявила: «Я называю тебя Оскар Чарльз Баджер–второй!».

## Награды
| A light blue ribbon with five white five pointed stars |                             | Золотая звезда повторного награждения · Золотая звезда повторного награждения · Золотая звезда повторного награждения |
|                                                        | Бронзовая звезда за службу  | Бронзовая звезда за службу                                                                                            |
|                                                        | Серебряная звезда за службу | |
|                                                        |                             | Бронзовая звезда за службу · Бронзовая звезда за службу                                                               |

| 1-й ряд | Медаль Почёта                                               | Медаль Почёта                                               | Медаль Почёта                                               | Военно-морской крест                                                           | Военно-морской крест                                                           | Военно-морской крест                                                           | Орден «Легион почёта» с тремя золотыми звёздами | Орден «Легион почёта» с тремя золотыми звёздами | Орден «Легион почёта» с тремя золотыми звёздами |
| 2-й ряд | Mexican Service Medal                                       | Mexican Service Medal                                       | Mexican Service Medal                                       | Медаль Победы в Первой мировой войне с пряжкой "DESTROYER"                     | Медаль Победы в Первой мировой войне с пряжкой "DESTROYER"                     | Медаль Победы в Первой мировой войне с пряжкой "DESTROYER"                     | Медаль «За защиту Америки» с пряжкой "FLEET"    | Медаль «За защиту Америки» с пряжкой "FLEET"    | Медаль «За защиту Америки» с пряжкой "FLEET"    |
| 3-й ряд | Медаль «За Американскую кампанию»                           | Медаль «За Американскую кампанию»                           | Медаль «За Американскую кампанию»                           | Медаль «За Азиатско-тихоокеанскую кампанию» с пятью боевыми звёздами за службу | Медаль «За Азиатско-тихоокеанскую кампанию» с пятью боевыми звёздами за службу | Медаль «За Азиатско-тихоокеанскую кампанию» с пятью боевыми звёздами за службу | Медаль Победы во Второй мировой войне           | Медаль Победы во Второй мировой войне           | Медаль Победы во Второй мировой войне           |
| 4-й ряд | Медаль «За оккупационную службу» (ВМС США) с пряжкой "ASIA" | Медаль «За оккупационную службу» (ВМС США) с пряжкой "ASIA" | Медаль «За оккупационную службу» (ВМС США) с пряжкой "ASIA" | Медаль «За службу национальной обороне»                                        | Медаль «За службу национальной обороне»                                        | Медаль «За службу национальной обороне»                                        | Медаль «За освобождение Филиппин»               | Медаль «За освобождение Филиппин»               | Медаль «За освобождение Филиппин»               |

### Наградная запись к медали Почёта
Энсин Баджер удостоился медали Почёта за свои действия 4 декабря 1915 года в ходе оккупации Веракруса. Награда аккредитована округом Колумбия под регистрационным номером: 177.

«За выдающееся поведение в битве, боях за Веракрус 21 и 22 апреля 1914 года, энсин Баджер оба дня сражался во главе роты, выдавался своим заметным поведением, ведя людей [в бой] с храбростью и умением»
Оригинальный текст (англ.)
For distinguished conduct in battle, engagements of Vera Cruz, 21 and 22 April 1914. Ens. Badger was in both days' fighting at the head of his company, and was eminent and conspicuous in his conduct, leading his men with skill and courage.
— 

### Наградная запись кВоенно-морскому кресту
Президент Соединённых штатов Америки с удовольствием вручает Военно-морской крест  лейтенанту-коммандеру Оскару Чарльзу Баджеру (NSN: 0-7626),  , ВМС США за выдающуюся службу в его профессиональной сфере на посту капитана корабля U.S.S. WORDEN, принимавшего участие в важной, напряжённой и опасной миссии по патрулированию вод, насыщенных вражескими подлодками и минами, защищая жизненно важные конвои с войсками и грузами, проходящие через эти воды и в ходе наступательных и оборонительных действий решительно и неустанно преследовал вражескую военно-морской деятельность во всех её формах во время Мировой войны.
Оригинальный текст (англ.)
The President of the United States of America takes pleasure in presenting the Navy Cross to Lieutenant Commander Oscar Charles Badger (NSN: 0-7626), United States Navy, for distinguished service in the line of his profession as Commanding Officer of the U.S.S. WORDEN, engaged in the important, exacting and hazardous duty of patrolling the waters infested by enemy submarines and mines, protecting vitally important convoys of troops and supplies through these waters and in offensive and defensive action, vigorously and unremittingly prosecuted against all forms of enemy naval activity during the World War.